# Erwachsenenschutzverein
Ein Erwachsenenschutzverein, bis 30. Juni 2018 als Sachwalterverein bezeichnet, ist ein nicht auf Gewinn ausgerichteter Verein in Österreich, der die Interessen von psychisch oder intellektuell beeinträchtigten, erwachsenen Personen mit geminderter Entscheidungsfähigkeit vertreten soll.

## Geschichte
1984 hat die Sachwalterschaft die bis dahin übliche „Entmündigung“ (Entmündigungsordnung) abgelöst. Mit der Gesetzesänderung 1990 wurde die übertragene Sachwalterschaft an den Verein als juristische Person gebunden, unabhängig vom Mitarbeiter des Vereins. Hierdurch sollte die Grundlage für ein möglichst flexibles, auch den Interessen der beeinträchtigten Menschen dienendes System geschaffen werden, welche unabhängig von einer einzeln beauftragten Person agieren kann.
Mit dem Unterbringungsgesetz (UbG, 1991) wurde Sachwaltervereinen auch Aufgaben der Patientenanwaltschaft, mit dem Heimaufenthaltsgesetz (HeimAufG, 2005) Aufgaben der Bewohnervertretung und mit dem Sachwalterrechts-Änderungsgesetz 2006 (SWRÄG 2006) so genannte Clearing-Aufgaben im Rahmen der Sachwalterschaft übertragen.
Ab 1. Juli 2018 wurde der Schutz erwachsener Personen durch die Erwachsenenschutzvereine und das Erwachsenenschutzgesetz nochmals erheblich geändert und verbessert.

## Allgemeines zu Erwachsenenvertretungen
Durch die Erwachsenenvertretung (früher Sachwalterschaft) wird einer Person vom zuständigen Gericht die gesetzliche Vertretung für einen erwachsenen Menschen übertragen, wenn dieser aufgrund geminderter Entscheidungsfähigkeit bedingt durch intellektueller Beeinträchtigung oder psychischer Erkrankung nicht in der Lage ist, seine Angelegenheiten selbst zu erledigen, ohne dabei Gefahr zu laufen, benachteiligt zu werden (siehe Hauptartikel: Erwachsenenvertreter).

## Berufung von Erwachsenenschutzvereinen
Erwachsenenschutzvereine sollen nur dann als gerichtliche Erwachsenenvertreter berufen werden, wenn keine geeignete nahestehende Person für diese Aufgabe zur Verfügung steht oder wenn spezielle Anforderungen mit der betreffenden gerichtlichen Erwachsenenvertretung verbunden sind. Erwachsenenschutzvereine können vom Gericht auch für die Dauer des Verfahrens im Interesse der betroffenen Person eingesetzt werden. Vor jedem Verfahren sollen die Mitarbeiter des Erwachsenenschutzvereins selbst abklären, ob eine Erwachsenenvertretung nötig ist und in welchem Ausmaß die betroffene Person Unterstützung braucht.

## Wirkungsbereich von Erwachseneschutzvereinen
In Österreich gibt es vier anerkannte Erwachsenenschutzvereine:
- VertretungsNetz als größter und bundesländerübergreifend tätiger Verein für Erwachsenenvertretung, Patientenanwaltschaft und Bewohnervertretung in den Bundesländern Burgenland, Kärnten, Oberösterreich, Steiermark, Tirol und Wien sowie in den Sprengeln der Bezirksgerichte Gänserndorf, Hollabrunn, Klosterneuburg, Korneuburg, Mistelbach, Tulln, Neumarkt bei Salzburg, Oberndorf, Salzburg und Thalgau,
- Niederösterreichischer Landesverein für Erwachsenenschutz, Erwachsenenvertretung und Bewohnervertretung in den Sprengeln der Bezirksgerichte Amstetten, Baden, Bruck an der Leitha, Gmünd in Niederösterreich, Horn, Krems an der Donau, Lilienfeld, Melk, Mödling, Neulengbach, Neunkirchen, Scheibbs, Schwechat, St. Pölten, Waidhofen an der Thaya, Wiener Neustadt und Zwettl,
- Erwachsenenvertretung Salzburg (früher: Salzburger Hilfswerk für Sachwalterschaft und Bewohnervertretung) in den Sprengeln der Bezirksgerichte Hallein, Saalfelden, St. Johann im Pongau, Tamsweg und Zell am See,
- Institut für Sozialdienste (ifs) für Erwachsenenvertretung, Bewohnervertretung und Patientenanwaltschaft in Vorarlberg

Diese vier Erwachsenenschutzvereine können zum gerichtlichen Erwachsenenvertreter bestellt werden. Der Verein muss dem Gericht die Person bekannt geben, welche die Aufgaben der Erwachsenenvertretung für den konkreten Fall wahrnimmt. Dies sind in der Regel Sozialarbeiter oder Juristen.
Die Eignung eines Vereins, Erwachsenenvertreter zu sein, hat der Bundesminister für Justiz mit Verordnung festzustellen.

## Mitarbeiter
Erwachsenenschutzvereine haben hauptberufliche und ehrenamtliche Mitarbeiter. Hauptberufliche Mitarbeiter sind in der Regel für die zeitlich aufwändigen bzw. fachlich schwierigen gerichtlichen Erwachsenenvertretungen zuständig. Außerdem beraten sie Betroffene und Angehörige und nehmen seit 1. Juli 2018 auch die Errichtung und Registrierung von gewählten Erwachsenenvertretungen und gesetzlichen Erwachsenenvertretungen vor. Ehrenamtliche Mitarbeiter sind für jene gerichtlichen Erwachsenenvertretungen zuständig, bei denen es in erster Linie um eine längerfristige persönliche Beziehung zum Betroffenen geht. Ehrenamtliche Erwachsenenvertreter werden von den Erwachsenenschutzvereinen ausgebildet. Ehrenamtliche Mitarbeiter können vom Verein eine Aufwandspauschale erhalten. Sie sind in der Regel haftpflicht- und unfallversichert.
Alle im Rahmen der Vereine tätigen Mitarbeiter sind, außer dem Pflegschafts- oder Unterbringungsgericht, zur Verschwiegenheit über die in Ausübung ihrer Tätigkeit gemachten Wahrnehmungen verpflichtet, soweit die Geheimhaltung im Interesse der Betroffenen erforderlich ist und nicht diese selbst eine Auskunftspflicht trifft. Die Verletzung der Verschwiegenheitspflicht ist ebenso zu bestrafen wie eine verbotene Veröffentlichung (§ 301 StGB).
Von den Vereinen namhaft gemachte Erwachsenenvertreter haben den Klienten gegenüber keinen Anspruch auf Ersatz der Barauslagen und auf Belohnung. Diese Ansprüche stehen dem Verein zu und über die Höhe entscheidet auf Antrag des Vereins das Pflegschaftsgericht.
Neben Erwachsenenschutzvereinen können auch nahestehende Personen, Rechtsanwälte, Notare oder andere geeignete Personen als gerichtliche Erwachsenenvertreter vom zuständigen Gericht beauftragt werden.

## Clearingverfahren
Vor Beginn eines Verfahrens zur Bestellung eines gerichtlichen Erwachsenenvertreters sollen die Erwachsenenschutzvereine abklären, ob und welche Alternativen es im konkreten Fall zu einer gerichtlichen Vertretung geben könnte (Clearing, dies ist erst ab 1. Juli 2018 verpflichtend vorgesehen, zuvor freiwillig). Die Erwachsenenschutzvereine sollen auch abklären, ob die gewählte oder die gesetzliche Erwachsenenvertretung anstatt der gerichtlichen Variante möglich ist.

## Finanzierung
Zur effektiven und effizienten Wahrnehmung dieser im öffentlichen Interesse liegenden Aufgaben erhalten die Erwachsenenschutzvereine seit je her eine Finanzierung durch den Staat. Im Jahr 2018 erhielten die Erwachsenenschutzvereine 50.915.000 Euro an Förderungen, für das Jahr 2019 sind 55.413.000 Euro vorgesehen. Mit Sonderrichtlinien regelte das Bundesministerium für Justiz als Förderungsgeber im Sinne des § 5 der Allgemeinen Rahmenrichtlinien für die Gewährung von Förderungen aus Bundesmitteln, die Ziele und Rahmenbedingungen der Förderung der Sachwalter- bzw. nun der Erwachsenenschutzvereine.
Bedingt durch die Förderung der Erwachsenenschutzvereine durch das Bundesministerium für Justiz ist der Rechnungshof berufen, Abwicklung sowie die Verwendung der Fördermittel durch die Vereine hinsichtlich Ordnungsmäßigkeit, Zweckmäßigkeit und Wirtschaftlichkeit zu beurteilen.

## Rechtsgrundlage
Rechtsgrundlage für die Erwachsenenvertreter und die Erwachsenenschutzvereine ist das Bundesgesetz über Erwachsenenschutzvereine sowie die hierzu ergangenen Verordnungen und Richtlinien. Die Erwachsenenschutzvereine traten mit 1. Juli 2018 und dem Inkrafttreten des neuen Gesetzes ex lege an die Stelle der bis dahin bestehenden Sachwaltervereine.